# Haematopota nigripennis
Haematopota nigripennis är en tvåvingeart som beskrevs av Austen 1914. Haematopota nigripennis ingår i släktet Haematopota och familjen bromsar. Inga underarter finns listade i Catalogue of Life.